# Puebloa bradyi
Puebloa bradyi là một loài thực vật có hoa trong họ Cactaceae. Loài này được (L.D. Benson) Doweld miêu tả khoa học đầu tiên năm 1999.